# Logotype
Die Logotype ist eine spezielle Drucktype, welche mindestens zwei Schriftzeichen umfasst. Die Logotype wurde im 18. Jahrhundert eingeführt, um die Geschwindigkeit der Satzarbeit zu erhöhen. Dies wird erzielt, indem besonders häufige Kombinationen von Satzzeichen auf einen Kegel gegossen werden. So finden sich Logotypen für Artikel, Affixe, Pronomina, aber auch für Kombinationen wie fl, sch, ck und tz.
Die Anwendung von Logotypen im Satz nennt man Logotypie.